# میوشی یوشی‌اوکی
میوشی یوشی‌اوکی (به ژاپنی: 三好義興)، سامورایی اهل ژاپن پسر ارشد رهبر خاندان میوشی میوشی موتوناگا بود. وی قرار بود جانشین پدر شود اما زودتر از پدر درگذشت. بر طبق فرضیه ها احتمالاً وی توسط ملازم خاندان میوشی ماتسوناگا هیساهیده توسط زهر به قتل رسیده است.